# Alte Rheinbrücke Vaduz–Sevelen
L’Alte Rheinbrücke Vaduz–Sevelen (littéralement « Vieux pont sur le Rhin Vaduz-Sevelen ») est un pont en bois couvert qui franchit le Rhin, reliant Vaduz, la capitale du Liechtenstein à la commune suisse de Sevelen dans le canton de Saint-Gall.
Le pont mesure 135 m de long et est le dernier pont en bois qui subsiste sur le Rhin alpin. Reliant deux pays, il s'agit également d'un pont transfrontalier ; Le Liechtenstein ayant intégré l'espace douanier de la Suisse depuis 1923, aucun contrôle frontalier n'existe sur le pont. Il est accessible aux piétons et aux cyclistes.

## Généralités
Le pont mesure 135 m de long. Il s'agit d'un pont couvert en bois, reposant sur cinq piliers. Construit sur le système Howe, il combine des éléments diagonaux en pression en bois avec des éléments verticaux en tension en métal. Les quatre sections internes, entre les cinq piliers, mesurent chacune environ 20,5 m de long ; les deux sections externes, reliant le pont aux rives du Rhin, mesurent chacune 26,8 m.

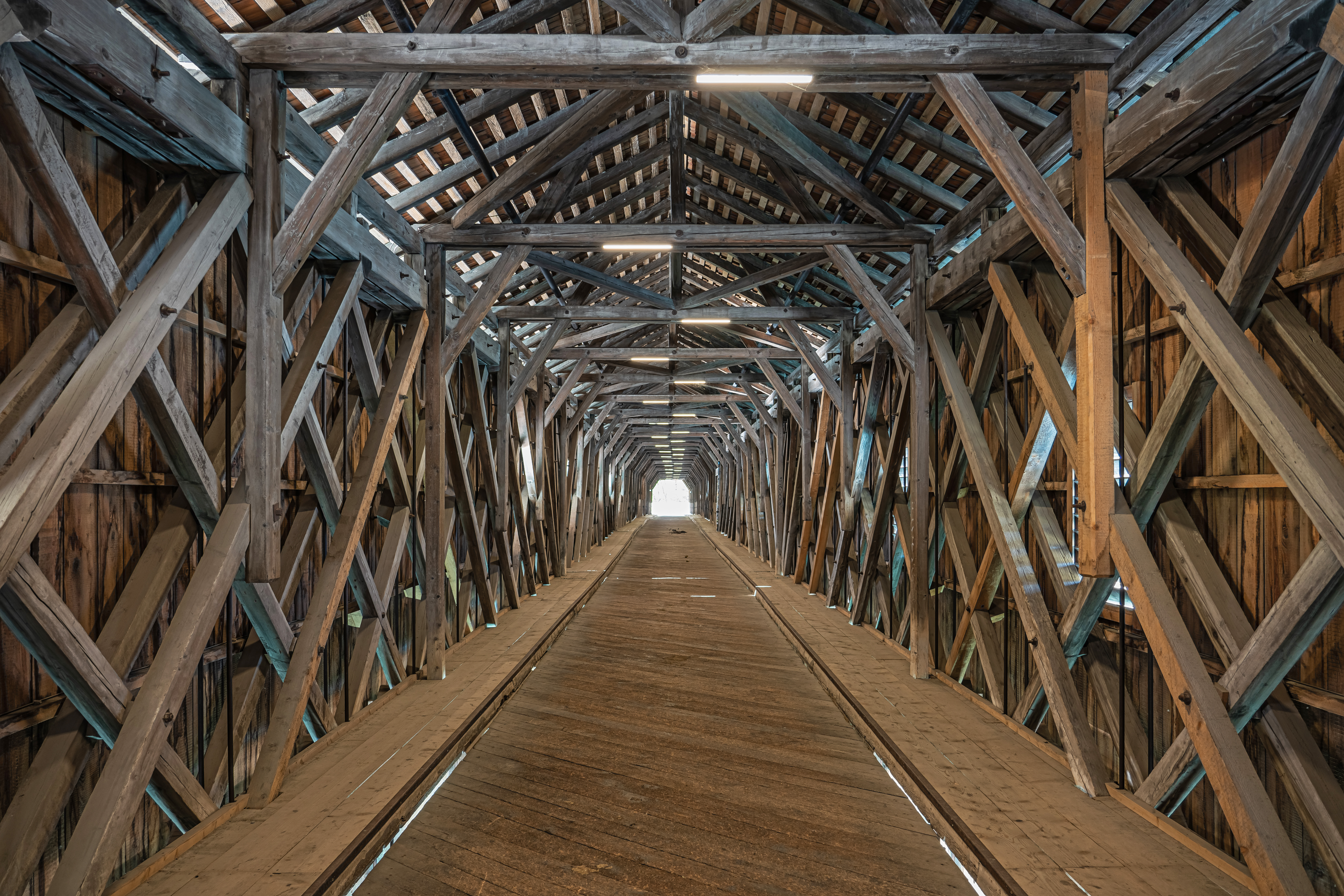
intérieur du pont
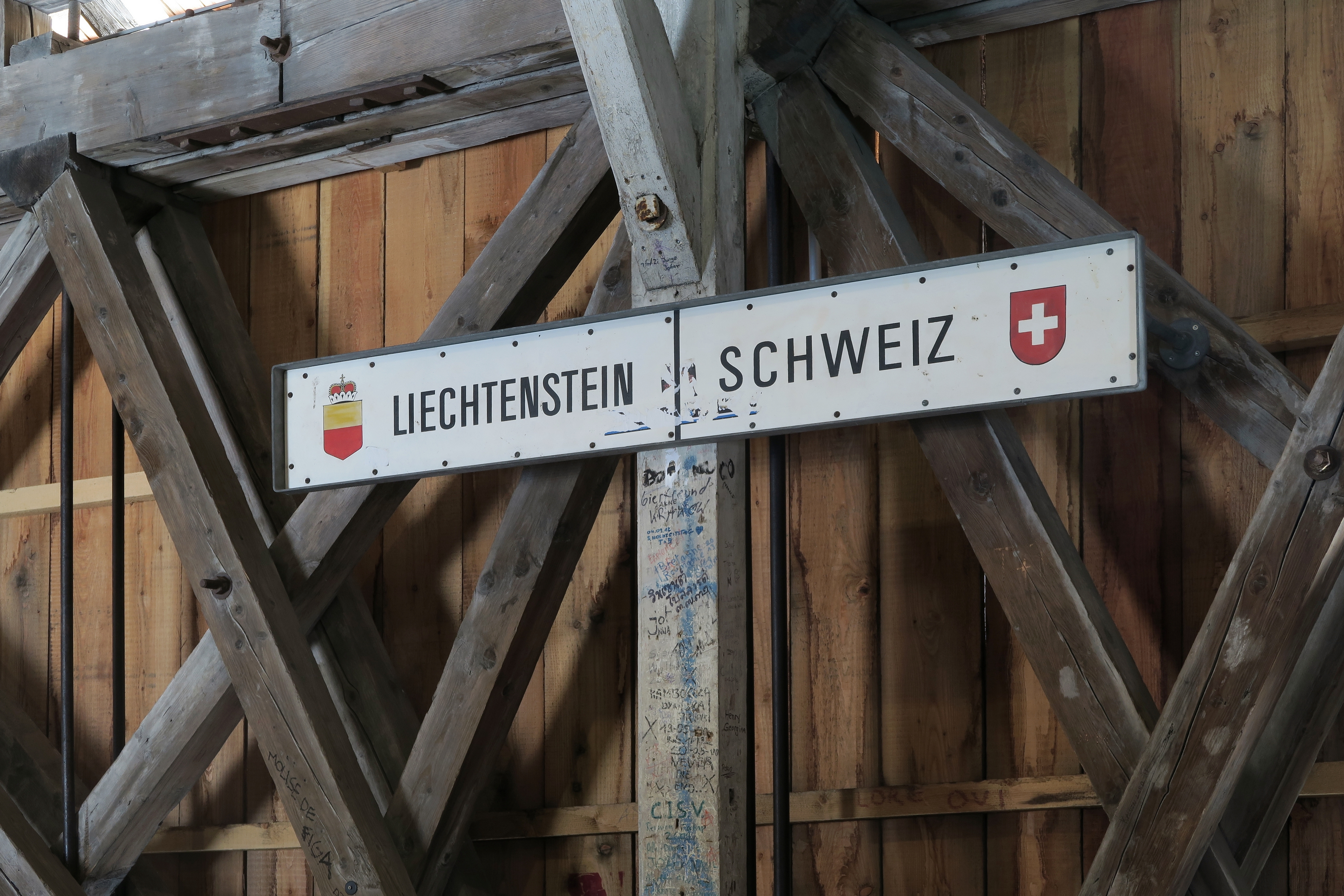
Indication de la frontière au milieu du pont, le Liechtenstein sur la gauche, la Suisse sur la droite.

## Historique

### Origines
Jusqu'au XIXe siècle, à quelques exceptions près, aucune réglementation de passage n'existe entre le Liechtenstein et la Suisse, dont le Rhin alpin forme la totalité de la frontière. Les transbordeurs rhénans assurent le transport de passagers et de marchandises en cinq endroits entre les deux pays au début du XIXe siècle. La régulation du Rhin alpin débute vers le milieu du XIXe siècle : les premiers ponts entre les deux pays sont construits entre Bendern et Haag, et entre Schaan et Buchs en 1867/1868.

### Premier pont
Le premier pont entre Vaduz et Sevelen est érigé entre 1870 et 1871. Les deux-tiers du prix sont assurés par Vaduz (avec une aide du Liechtenstein), le tiers restant par Sevelen. Il possède une longueur de 135 m pour une largeur de 5 m. En raison de la construction de barrages sur le Rhin, le pont est rénové deux fois en 1875 et 1886. La mauvaise construction structurelle rend finalement nécessaire la construction d'un nouveau bâtiment.

### Nouveau pont
Le pont actuel est construit entre 1900 et 1901 sur les piliers du pont précédent. Le pont, dont la charge utile est alors de 3,5 t au moment de l'ouverture, dessert aussi bien le trafic motorisé que non motorisé. Après une inondation et une rupture de barrage à Schaan en 1927, le pont endommage est réparé et surélevé, la charge utile passant à 6 t. En 1975, un nouveau pont en béton est érigé à 200 m en amont ; le vieux pont est alors réservé au trafic non motorisé. Après des rénovations dans les années 1950 et 1980, la dernière rénovation majeure a lieu en 2009/2010.